# ラウタハト郡
ラウタハト郡（ラウタハトぐん、ネパール語: रौतहट जिल्ला）は、ネパール南東部のマデシ州の郡。
郡都はガウル。
2021年国勢調査の人口は82万5623人。
面積は1126km2。